# 조선민주주의인민공화국 국가건설위원회
국가건설위원회(國家建設委員會)는 조선민주주의인민공화국 내각 건설성 산하 행정 기관이다. 위원은 내각과 최고인민회의에서 선임하며, 건설성에서도 일부 참여한다. 국가건설감독성으로 승격되면서 폐지되었다.

## 연혁
- 1957년 9월 20일 건설성 산하 국가건설위원회 설치
- 국가건설감독성으로 승격되면서 건설성에서 분리독립, 폐지

## 역대 위원장, 부위원장

### 역대 위원장
- 박의완 1957년 9월 20일 ~
- 남일 1962년 10월 23일 ~ , 부수상 겸직
- 김두삼 1967년 12월 16일 ~

- 김응상 1977년 12월 15일 ~
- 김응상 1982년 4월 5일 ~
- 김응상 1986년 12월 29일 ~ 1990년 5월 23일
- 김응상 1990년 5월 24일 ~

### 역대 부위원장
- 남일 1957년 9월 20일 ~ , 외무상 겸직
- 김응상 ? ~ 1962년 10월 22일

- 박임태 1967년 12월 28일 ~ , 건설부장 겸직
- 배달준(裵達俊) 1983년 4월 ~ 1991년 5월
- 배달준(裵達俊) 1996년 2월 ~ 1998년 9월

### 역대 1부위원장
- 배달준(裵達俊) 1991년 5월 ~ 1996년 2월

### 역대 도시건설부위원장
- 김응상 1962년 10월 23일 ~ , 1부위원장

## 같이 보기
- 건설성